# Jurgiewicz (herb szlachecki)
Jurgiewicz (Janina odmienna II) – polski herb szlachecki z nobilitacji, odmiana herbu Janina.

## Opis herbu
Opis zgodnie z klasycznymi regułami blazonowania:
W polu srebrnym tarcza czerwona.
Klejnot: między skrzydłami orlimi - prawym srebrnym, lewym czerwonym, wieża czerwona, rozbita, na której ramię zbrojne, trzymające szablę skrwawioną.
Labry czerwone, podbite srebrem.
Juliusz Karol Ostrowski zamieszcza nieco inny wizerunek herbu, w którym pole jest czerwone, tarcza purpurowa, z bordiurą srebrną, zaś skrzydła w klejnocie barwy nieokreślonej.

## Najwcześniejsze wzmianki
Nadany 9 września 1581 przez króla Stefana Batorego Maciejowi Jurgiewiczowi. Herb powstał przez adopcję do Janiny.

## Herbowni
Jurgiewicz.